# Бенашвили, Георгий
Георгий (Гия) Бенашвили (груз. გია ბენაშვილი, род. 30 сентября 1964, Тбилиси, Грузинская ССР) — грузинский инженер, юрист, государственный и политический деятель. Депутат парламента Грузии VI и VII созывов (с 2016 года). Глава Министерства безопасности Грузинской ССР (1991-1992). 

## Биография
Родился 30 сентября 1964 года в городе Тбилиси, Грузинская ССР. 
Образование высшее. В 1986 году завершил обучение в Грузинском политехническом институте имени В. Ленина по специальности «измерительные приборы», также прошёл обучение в Тбилисском юридическом институте.
С 1986 по 1988 годы работал в должности старшего инженера производственного объединения "Аналитхелсацсо". С 1988 по 1991 годы проходил службу сотрудником Комитета безопасности Грузинской ССР. С 1991-1992 годы являлся главой Министерства безопасности Грузинской ССР. С 1992 по 1993 годы работал в должности начальника информационно-разведывательной службы. С 1993 по 1994 годы был начальником службы безопасности Грузии. С 1994 по 1996 годы - начальник смены службы безопасности правительства Грузии. С 1996 по 1998 годы - начальник службы безопасности президента Грузии. 
В 1998 году был назначен на должность заместителя начальника Специальной службы государственной охраны, а с 2003 по 2005 годы являлся заместителем председателя таможенного департамента. С 2005 по 2007 годы трудился в должности начальника генеральной инспекции Министерства финансов. 
С 2007 по 2008 годы работал начальником службы безопасности "Kala capital". С 2008 по 2009 годы - начальник службы безопасности "КазТрансГаза". С 2009 по 2013 годы - начальник службы безопасности "Rompetrol"; С 2013 по 2014 годы вновь вернулся на работу в "КазТрансГаз", начальником службы безопасности. С 2014 по 2015 годы трудился специальным менеджером в ООО "КазТрансГаз-Тбилиси". С 2015 по 2016 годы исполнял обязанности генерального директора газотранспортной компании. В 2016 году вновь работал в должности специальный менеджер ООО "КазТрансГаз-Тбилиси".
С 2016 по 2020 годы был депутатом парламента Грузии 6-го созыва от избирательного блока "Грузинская мечта - Демократическая Грузия" по партийным спискам. В 2020 году вновь был избран депутатом парламента Грузии 7-го созыва по партийным спискам от избирательного блока "Грузинская мечта - Демократическая Грузия". В парламенте он является заместителем председателя комитета по обороне и безопасности. В качестве депутата Бенашвили был соавтором нескольких законопроектов, которые были одобрены парламентом, в том числе закона об ужесточении требований к подготовке агентов СУС (Службы внутренней контрразведки) и закона об ужесточении наказаний за преступления на сексуальной почве в отношении детей до 14 лет. 

## Награды
- 2001 — Орден Вахтанга Горгасали III степени.
- 1999 — Медаль «За военные заслуги» Грузии.